# Nous
Nous (Oudgrieks: νοῦς of νόος) is de Oudgriekse term voor geest of intellect. De Ionische filosoof en astronoom Anaxagoras introduceerde het begrip als filosofisch concept.
Met nous wordt de hoogste vorm van denken, een bijna goddelijk denken bedoeld. Het is de soort intellectuele intuïtie die aan het werk is als je definities, concepten ineens begrijpt, plots 'ziet', als bij een goddelijke ingeving. Dit in contrast met de andere vorm van denken, dianoia genoemd, waarbij je stap voor stap een redenering opbouwt naar een conclusie.

## Nous bij de Oude Grieken
De betekenis van het woord nous is niet zo eenduidig, omdat verschillende filosofen er wat anders onder verstonden.
- Homerus gebruikte nous om er in het algemeen mentale activiteiten mee aan te duiden, maar de presocratici identificeerden het begrip meer en meer met kennis en rede zoals ze in tegenstelling staan met zintuiglijke waarneming.
- Anaxagoras begreep nous als de ordenende mechanische kracht die de wereld uit de oorspronkelijke chaos vormde. Het begon met de ontwikkeling van de kosmos.
- Plato beschreef het als het onsterfelijke, rationele deel van de ziel, een soort goddelijk denken waarin waarheid en conclusies onmiddellijk bekend zijn zonder noodzaak aan voorafgaande premisses.
- Aristoteles verklaarde dat nous gelijkstond aan het intellect en onderscheidde het van zintuiglijke waarneming. Hij verdeelde het in een passief en actief nous. Het passieve deel wordt beïnvloed door kennis. Het actieve is een onsterfelijke "eerste oorzaak" van alle daaropvolgende oorzaken in de wereld.
- Voor de stoïcijnen was het hetzelfde als logos, de alomvattende kosmische (universele) rede. De menselijke rede vormt daar een deel van.
- Plotinus beschreef nous als een van de emanaties van het goddelijk wezen.

## Verschillende opvattingen

### Anaxagoras
De filosoof Anaxagoras van Clazomenae, geboren omstreeks 500 v.C., introduceerde een nieuwe factor, met name "nous" (geest) dat alle andere dingen ordende, hen in beweging bracht en bleef controleren. In zijn filosofisch systeem was het meest originele aspect de doctrine van nous (“geest” of “rede”). De kosmos werd door de geest in twee fasen gevormd: eerst door een omwentelend en mengend proces dat nog steeds voortduurt, en ten tweede door de ontwikkeling van levende wezens. In het eerste kwam al het "donkere" samen om de nacht te vormen, "het vloeibare" kwam dan in de een of de andere vorm als water. Latere denkers voegden lucht, vuur en aarde toe aan de lijst met fundamentele elementen. Het is nog niet helemaal duidelijk hoe zijn concept van de geest met al deze deeltjes in een gelijkmatig mengsel waarin niets kon worden onderscheiden – zoals het onbepaalde apeiron van Anaximander begrepen moet worden. Nous (intelligentie) begon op een bepaald ogenblik deze deeltjes in een draaiende beweging te brengen, opdat ze eerst gescheiden en vervolgens weer in andere combinaties verenigd zouden worden. Anaxagoras wendde "nous" aan om het proces van kosmische ontwikkeling op gang te brengen.

Alle andere dingen hebben deel aan andere dingen, terwijl nous oneindig en zelfbesturend is en met niets anders wordt vermengd, alleen en op zichzelf staat. Immers, stond het niet op zichzelf en werd het vermengd met gelijk wat anders, dan zou het deel hebben aan al het andere; want in al het andere is een deel van al het andere zoals ik tevoren al zei, zodat de dingen waarmee het werd vermengd het (nous) zouden belemmeren en verzwakken waardoor het over niets macht meer zou hebben zoals het geval is als het op zichzelf bestaat. Want het is het meest ijle van alle dingen en ook het meest zuivere en het bezit kennis over alles en de grootste kracht; en nous heerst over alle dingen, groot en klein, die een ziel bezitten.
— Anaxagoras

### Plato
Plato stelde in het algemeen nous gelijk met het rationele deel van de individuele ziel (to logistikon), alhoewel hij het in zijn Politeia voorstelde als een bijzondere functie binnen dit redelijke deel. Plato was ertoe geneigd om nous als het enige onsterfelijke deel van de ziel te behandelen. In de Timaeus stelt het gelijknamige hoofdpersonage Nous verantwoordelijk voor het creatieve werk van de demiurg of Maker die rationele orde bracht in ons universum. Deze ‘vakman’ imiteerde dus wat hij in de wereld van de Eeuwige Vormen aantrof.

### Aristoteles
Aristoteles beschouwde nous eveneens als intellect, verschillend van zintuiglijke waarneming.  In De Anima (III.3-5) verdeelt hij nous in een passief intellect dat beïnvloed wordt door kennis, en een actief intellect dat als enige onsterfelijk en eeuwig is. Aristoteles’ Metafysica identificeert de 'Eerste beweger' met nous dat zichzelf denkt.
In de filosofie van Aristoteles is de ziel (psyche) van een ding dat wat het levend maakt; bijgevolg heeft elk levend ding, plant en dier inbegrepen, een ziel. De geest of het intellect (nous) kan afwisselend beschreven worden als een kracht, een vermogen, deel of aspect van de menselijke ziel. Hierbij dient opgemerkt te worden dat bij Aristoteles ziel en intellect niet hetzelfde zijn. Hij sluit de mogelijkheid niet uit dat, zoals bij Plato, het intellect zonder de rest van de ziel kan overleven, maar planten bezitten bij hem een “intuïtieve” ziel zonder geest.

### Alexander van Aphrodisias
In Over de ziel betoogt Alexander van Aphrodisias dat de onontwikkelde rede van de mens stoffelijk is (nous hulikos) en onafscheidbaar van het lichaam. Hij argumenteert hevig tegen de doctrine van onsterfelijkheid. Het actieve intellect (nous poietikos) welk ervoor zorgt dat het potentiële intellect in de mens werkelijk wordt, identificeert hij met god. In de vroege renaissance nam Pietro Pomponazzi zijn doctrine van de sterfelijke ziel over om ze tegen de thomisten en averroïsten te gebruiken.

### Neoplatonisme
Latere platonisten onderscheidden een hiërarchie van drie aparte manifestaties van nous. Zoals bij Numenius van Apamea en bij Plotinus is Nous een tweede god (de directe afbeelding van god), die in zichzelf de wereld van het intelligibele wezen, demiurg genaamd, bevat. Nous bevat deze intelligibele vormen die door zijn beschouwing bestaan en wijst naar hun bron in het Goede. Het betreft dus een zoektocht naar orde van het deel van de ziel of geest dat weet en denkt. In sommige filosofische vormen van Griekse mythologie werd orde opgelegd door een antropomorfe 'vader van alle dingen,' de Demiurg.
Volgens het neoplatonisme bestaan er verschillende niveaus van zijn. Het hoogste daarvan is dat van het Ene, het Goede of de Monade die identiek zijn aan elkaar maar in mensentaal onmogelijk te beschrijven of te definiëren. Het daaropvolgende, lagere niveau, is dat van Nous en/of demiurg, zuiver intellect of rede. Het derde niveau is dat van de ziel. Daarop volgt dan de wereld zoals ze door de zintuigen wordt waargenomen. Ten slotte, op het laagste niveau, is er de materie die zich uitsluitend via nous of de demiurg in de menselijke geest manifesteert.